# Morgan Audic
Morgan Audic est un écrivain français, auteur de romans policiers, né à Saint-Malo le 30 janvier 1980.

## Biographie
Né à Saint-Malo en 1980, Morgan Audic passe son enfance à Cancale. Il vit depuis 2010 à Rennes, où il enseigne l’histoire et la géographie en lycée. Il est l'auteur de deux thrillers : Trop de morts au pays des merveilles (Le Rouergue, 2016) et De bonnes raisons de mourir (Albin Michel, 2019) récompensé par le Prix des lecteurs Le Livre de Poche Polar en 2020.

### Romans
- Trop de morts au pays des merveilles. Arles : Rouergue, coll. "Rouergue noir", 2016, 357 p.  (ISBN 978-2-8126-1040-0). Réimpr. 2019.  (ISBN 978-2-8126-1875-8)
- De bonnes raisons de mourir. Paris : Albin Michel, 2019, 490 p.  (ISBN 978-2-226-44142-3). Rééd. Le Livre de Poche Thriller n° 35817, 2020, 591 p.  (ISBN 978-2-253-24159-1)
- Personne ne meurt à Longyearbyen, Paris : Albin Michel, 2023, 374 p.  (ISBN 978-2-226-48486-4). Prix des lecteurs Quais du polar / Le Figaro 2024

## Prix
- 2019 : Étoile du meilleur polar Le Parisien, pour De bonnes raisons de mourir[2]
- 2019 : Prix Découverte Polars pourpres, pour De bonnes raisons de mourir[3]
- 2020 : Prix des lecteurs Le Livre de Poche polar, pour De bonnes raisons de mourir[4]
- 2020 : Trophée 813 du roman francophone pour De bonnes raisons de mourir[5]
- 2024 : Prix des lecteurs du Quais du polar pour Personne ne meurt à Longyearbyen[6]
- Prix Lire en poche polar 2024 pour Trop de morts au pays des merveilles[7]